# Разена (Мачерата)
Разена (итал. Rasenna) насеље је у Италији у округу Мачерата, региону Марке.
Према процени из 2011. у насељу је живело 23 становника. Насеље се налази на надморској висини од 927 м.